# 608 (číslo)
Šest set osm je přirozené číslo. Následuje po čísle šest set sedm a předchází číslu šest set devět. Římskými číslicemi se zapisuje DCVIII a řeckými číslicemi χη.

## Matematika
608 je:
- Abundantní číslo
- Složené číslo
- Šťastné číslo

## Astronomie
- (608) Adolfine je planetka hlavního pásu, kterou objevil v roce 1906 August Kopff

## Roky
- 608
- 608 př. n. l.